# Clotilde Jiménez
Clotilde Jiménez (1990, Honolulu, Hawái) es un artista estadounidense multidisciplinario que trabaja con cerámica, collage, pintura, grabado y escultura. Los temas comunes de su obra incluyen la negritud, el género, la masculinidad y la sexualidad. Jiménez vive y trabaja en la Ciudad de México.

## Vida y carrera
Jiménez nació en 1990 en Honolulu siendo de ascendencia puertorriqueña y afroamericana. Su padre era fisicoculturista e influyó en aspectos de su trabajo.
Se crio en un barrio pobre de Filadelfia. Atendió a la Secundaria  "Charter" para Arquitectura + Desiño, escuela ahora desaparecida que brindaba oportunidades a niños en situaciones de  riesgo con ambiciones creativas.
En 2013, obtuvo una Licenciatura en Bellas artes con una afinidad al grabado en el Instituto de Arte de Cleveland, mientras que en 2018 una recibió una maestría en Bellas Artes de la escuela Slade School of Fine Art de Londres.  En 2023, Jiménez recibió una comisión por el Comité Olímpico Internacional para la producción de dos obras de arte para el uso en los pósteres de los Juegos Olímpicos de París 2024. Uno representando a los Juegos Olímpicos y otro representando a los Juegos Paralímpicos de París 2024. El 28 de octubre de 2024, Clotilde Jiménez estrenó su primera ópera, La Gruta. Javier Antonio Bellato siendo el principal compositor musical; y el libreto en español / náhuatl, escrito por el propio Jiménez. Comisionada por el Museo Jumex de la Ciudad de México, la ópera refleja la exploración continua de Jiménez de la identidad, la mitología y lo queer a través de una actuación multidisciplinaria que da especial atención al impacto del colonialismo y problemas contemporáneos como las relación fronteriza entre México y Estados Unidos. 
El Consejo de la Ciudad de Filadelfia premió a Jiménez un reconocimiento honrando sus logros y contribuciones en la representación de la ciudad a escala global, particularmente a través de su participación y sus obras encargadas para los Juegos Olímpicos de París 2024.
Jiménez trabaja estrechamente en colaboración con la prestigiosa comerciante de arte Mariane Ibrahim, al mismo tiempo que es representado por su galería.

## Exposiciones individuales
- La Gruta. Una ópera en dos actos , Colección Jumex, Ciudad de México, México, 2024
- La larga carrera, Mariane Ibrahim, París, Francia, 2024
- La Memoria del Agua, Mariane Ibrahim, Ciudad de México, México, 2023
- El Concurso, Mariane Ibrahim, Chicago, IL, EE. UU., 2020
- Un Nouveau Monde, París, 2022  [14] [12]
- La niña de mis ojos, Galería Jacob Lawrence, Seattle, WA, EE. UU., 2018

## Colecciones
- Museo de Arte CSS Bard College Hessel, Annandale-on-Hudson, Nueva York, EE. UU.
- Museo de Arte de Orlando, Orlando, Florida, EE. UU.
- La Fundación Ford, Nueva York, NY, EE. UU.
- Hospital Universitario, Cleveland, OH, EE. UU.
- Colección Dean, Los Ángeles, CA, EE. UU.

## Publicaciones
- Phaidon (2023). Vitamina C+: Collage en el arte contemporáneo
- Bennett, Joshua; Dunson, Danny; Quinn, Nathaniel Mary; Zimmerman, Emily (2020). Clotilde Jiménez